# 케이틀린 카마이클

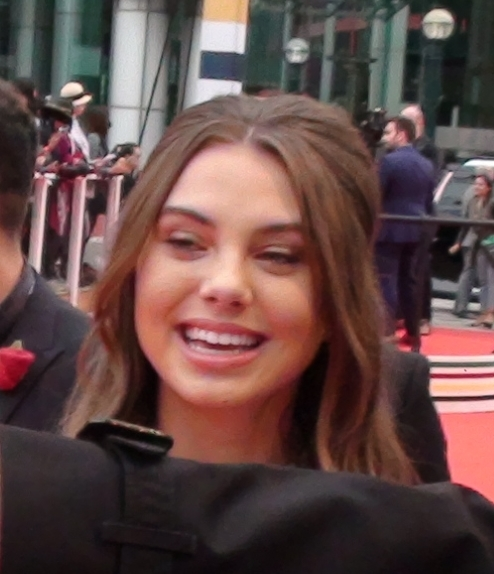

케이틀린 카마이클(Caitlin Carmichael, 2004년 7월 2일 ~ )은 미국의 배우이다.

## 출연 작품
- 라이프 잇셀프 (2018년)
- 겟어웨이 드라이버 (2017년)
- 인어공주 이야기 (2016년)
- 몬스터즈 (2015년)
- 그레이스 스테얼스 업 석세스 (2015년)
- 마터스 (2015년) - 샘 역
- 선택당한 자 (2013-14, CH:OS:EN)
- 티처 오브 더 이어 (2014년)
- 300: 제국의 부활 (2014년) - 어린 아르테미시아 역
- The Wicked (2013)
- 빙 아메리칸 (2013년) - 안젤라 역
- 위너 도그 내셔널즈 (2013년)
- 어 컨트리 크리스마스 (2013, A Country Christmas)
- 더 도그 후 세이브드 더 홀리데이즈 (2012년)
- 라니의 아침 (2012년)
- 백 오브 본즈 (2011년)